# 福井市安居小学校
福井市安居小学校（ふくいし あごしょうがっこう）は、福井県福井市にある公立小学校。

## 概要
2011年度以前は福井市安居中学校が設されていたが、2012年度に中学校が単独移設したため、本校も単独校となった。
体操服の色は、緑に黄色のラインが入ったもの。
半ズボンのポケットには、マジックテープが付いている。
学年の名札の色は、橙、黄緑、水色、赤、緑、青の6色。
2015年度以前は通常学級のみだったが、2016年度から特別支援学級「わかば学級」が新設された。

## アクセス
- 京福バス
  - 14 西安居線「本堂」下車。